# Ašćerići
Ašćerići (cyr. Ашћерићи) – wieś w Bośni i Hercegowinie, w Republice Serbskiej, w gminie Šekovići. W 2013 roku liczyła 228 mieszkańców.